# Rhinoclemmys melanosterna
Rhinoclemmys melanosterna – gatunek żółwia z rodziny batagurowatych (Geoemydidae). Dawniej bywał uznawany za podgatunek Rhinoclemmys punctularia.

## Zasięg występowania
Występuje w Ameryce Centralnej i Południowej – w Panamie, Kolumbii i Ekwadorze.

## Rozmiary
Długość karapaksu: samce do 27,3 cm, samice do 30,4 cm.

## Ochrona
Gatunek ten od 2023 roku jest objęty załącznikiem II konwencji waszyngtońskiej (CITES) i aneksem B UE.